# Église Saint-Riquier de Dreuil-lès-Amiens
L'église Saint-Riquier de Dreuil-lès-Amiens est une église catholique située à Dreuil-lès-Amiens, dans le département de la Somme, en France, dans la communauté d'agglomération Amiens Métropole.

## Historique
La commune de Dreuil-lès-Amiens ne possédant pas d'église, il fut décidé de l'en doter. L'architecte François Céleste Massenot établit des plans en 1854 qui furent modifiés en 1856. La construction s'acheva en 1862.

## Caractéristiques
L'église à chevet plat, de style néo-gothique, est construite en brique. Un clocher-porche surmonté d'une flèche recouverte d'ardoises donne accès à une nef unique voûtée en bois. L'édifice conserve une chaire à prêcher et des statues de saints.

## Photos

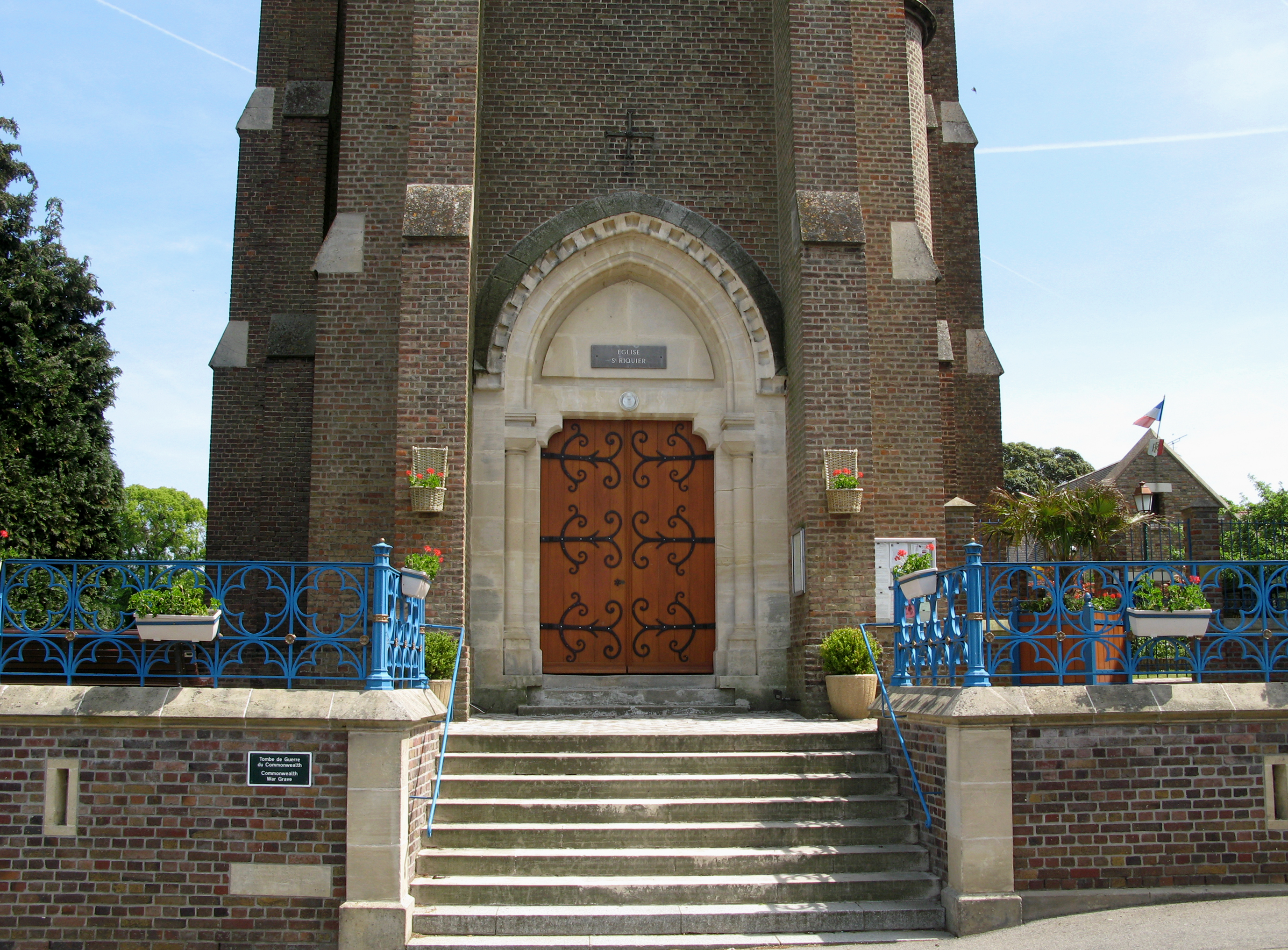
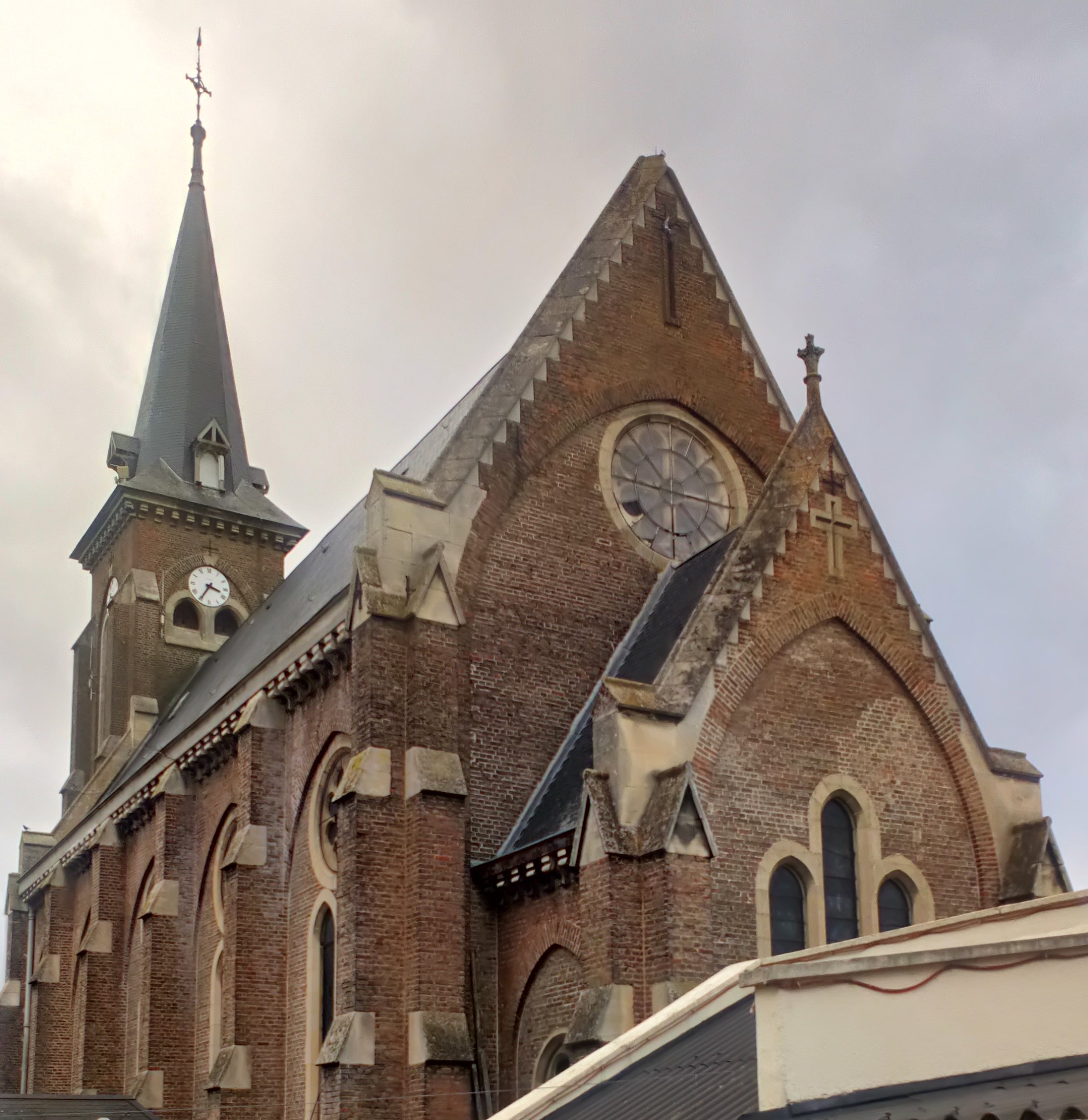
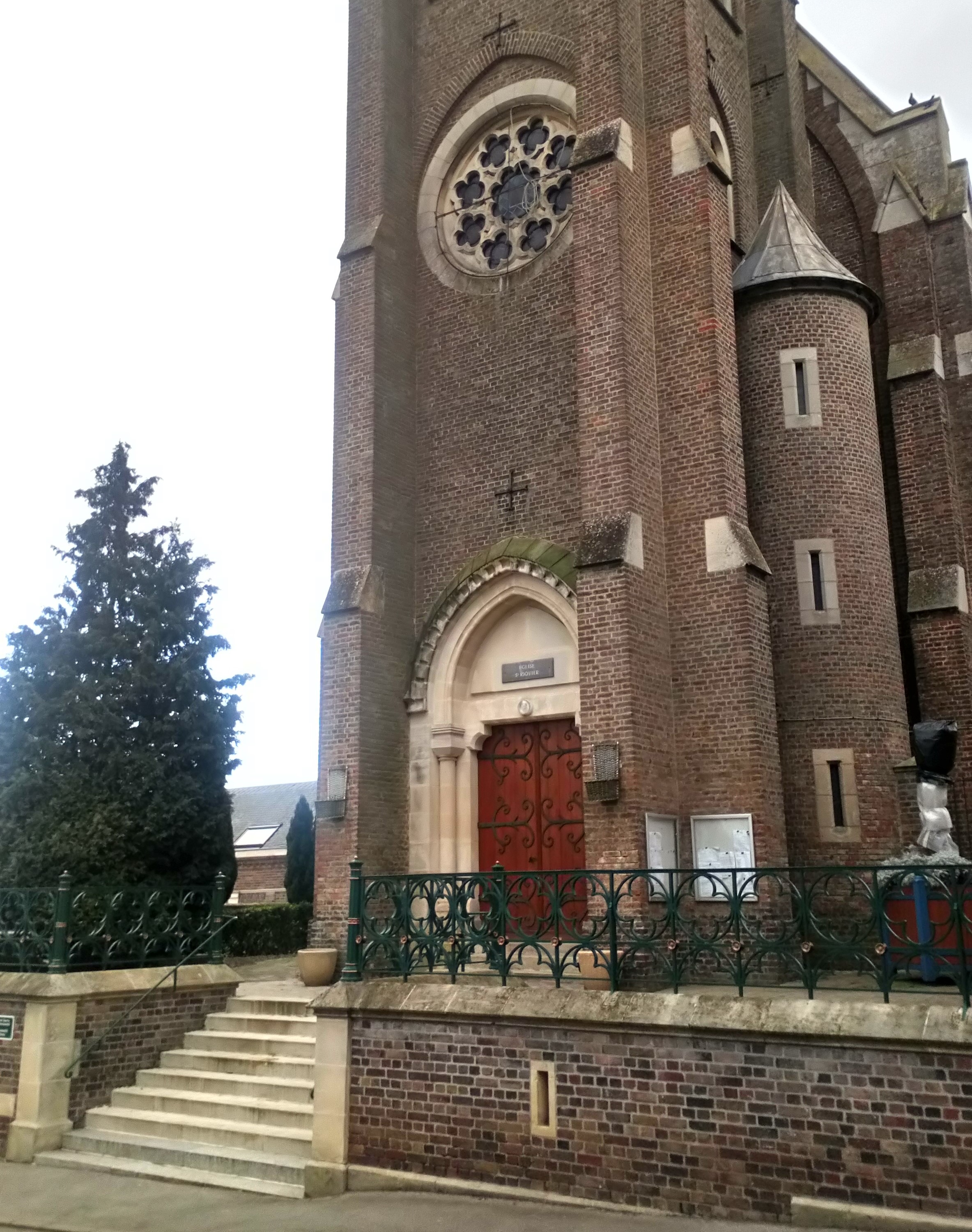